# Queiq

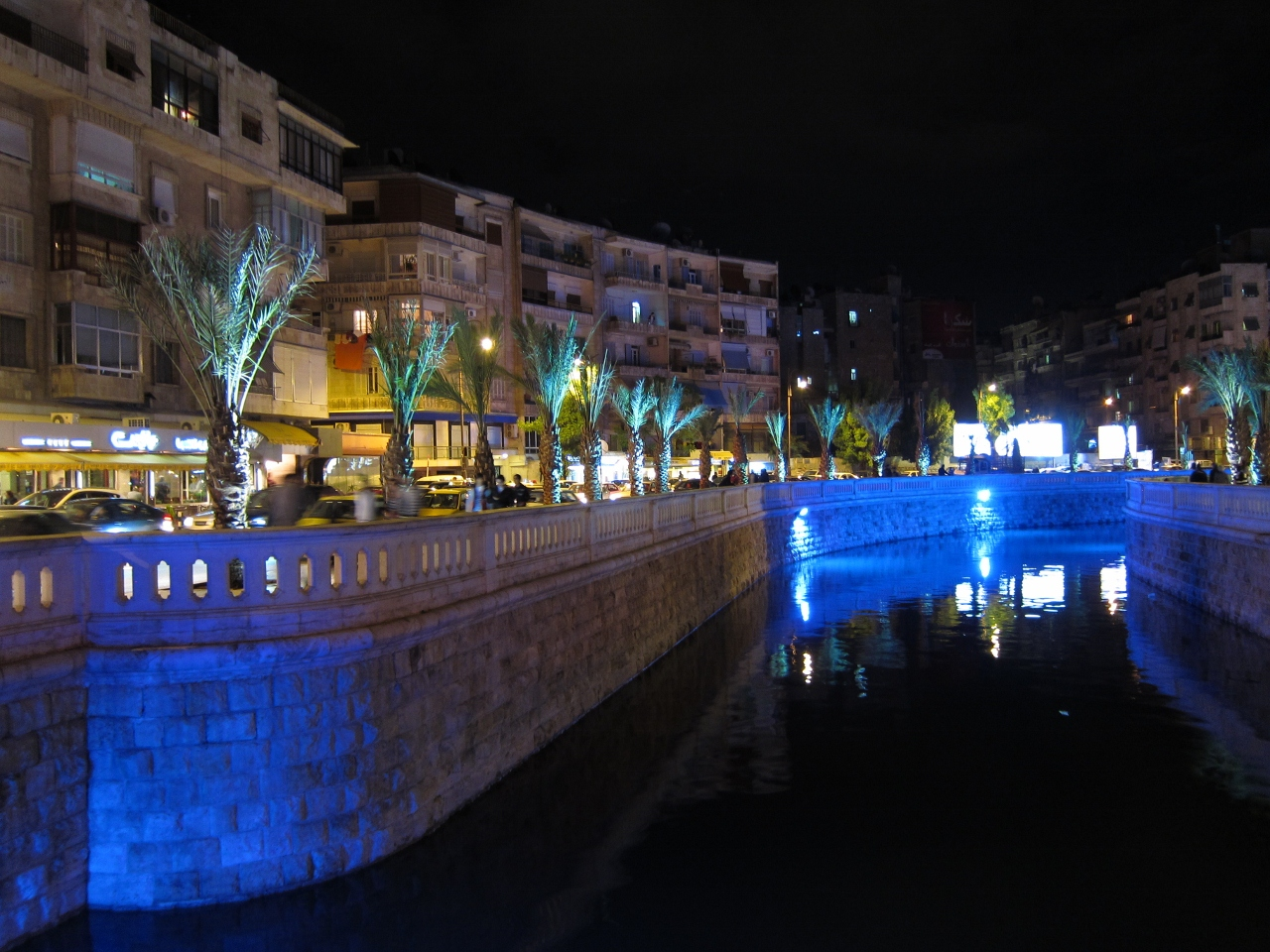
Râul Queiq în centrul orașului Alep, 2011

Queiq (Arabă standard modernă: قُوَيْقٌ, Quwayq, pronunție în arabă [quˈwajq]; arabă siriană nordică: ʾWēʾ, pronunție în arabă [ʔwɛːʔ]), cu multe variante de ortografiere, cunoscut în antichitate ca Belus (greacă: Βήλος, Bēlos) și Chalos, și, de asemenea, cunoscut în limba engleză ca Râul Alep, este un râu și o vale a Guvernoratului Alep, Siria și Turcia. Este un râu în lungime de 129 kilometri (80 mi) care curge prin nordul Siriei în orașul Alep. Ea provine din sudul platoului Aintab din sud-estul Turciei. Râul Akpınar din câmpia Kilis este unul dintre cele două brațe care formează râul Queiq. Fostul oraș Qinnasrin se afla pe malurile sale. Curge parțial de-a lungul marginii vestice a Depresiunii Matah. Valea a fost locuită de mii de ani și în cele mai vechi timpuri valea Queiq a fost remarcată pentru meșteșugurile sale în piatră și ceramică.
Râul s-a uscat complet la sfârșitul anilor 1960, din cauza proiectelor de irigații de pe partea turcă a frontierei. Recent, apa din Eufrat a fost deviată pentru a revigora râul mort și, astfel, pentru a revigora agricultura în câmpiile de la sud de Alep, dar mulți sirieni rămân amărâți față de turci pentru manipularea râului.

## Galerie

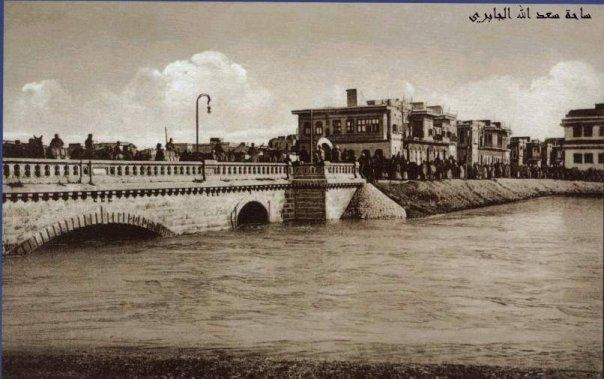
Inundațiile râului Queiq din februarie 1922
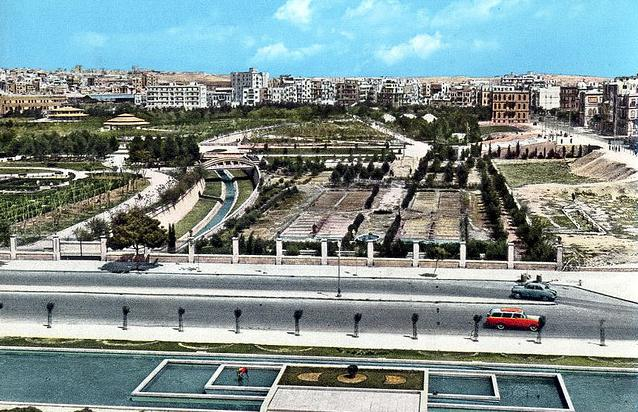
Râul care traversează Parcul Public Alep în anii 1950
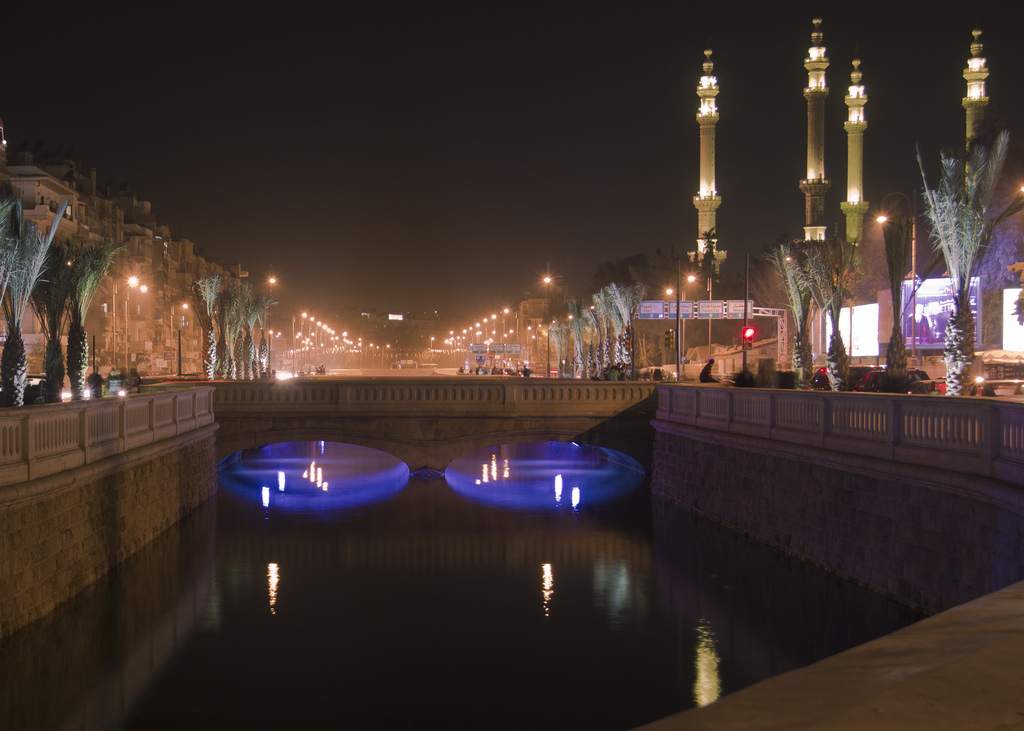
Râul în 2010, centrul orașului Alep